# Vladan Cvetanović
Vladan Cvetanović (in serbo Владан Цвeтановић?; Niš, 27 novembre 1977) è un allenatore di calcio a 5 ed ex giocatore di calcio a 5 serbo.

## Carriera
Con la Nazionale di calcio a 5 della Serbia, Cvetanović ha disputato il campionato europeo 2007, concluso dai balcanici nella fase a girone. A livello di club ha giocato con Naissus, Marbo e soprattutto Ekonomac con cui ha vinto più volte il campionato nazionale sia come giocatore sia, in seguito, come allenatore.

## Palmarès

### Giocatore
- Campionato jugoslavo: 1
Naissus: 2001-02
- Campionato serbo-montenegrino: 2
Marbo: 2004-05, 2005-06
- Campionato serbo: 5
Ekonomac: 2007-08, 2009-10, 2010-11, 2011-12, 2012-13
- Coppa di Serbia: 1
Ekonomac: 2012-13

### Allenatore
- Campionato serbo: 2
Ekonomac: 2013-14, 2014-15
- Coppa di Serbia: 1
Ekonomac: 2013-14